# 米爾托翁海
米爾托翁海（希臘語：Μυρτώο Πέλαγος）是地中海的一個海，位於基克拉澤斯群島和伯羅奔尼撒之間的愛琴海西南部，北面是萨罗尼科斯湾和伊茲拉島，南面有基西拉島。

## 外部連結
- MYRTOUM mare

37°N 24°E / 37°N 24°E